# 306 km (obwód riazański)
306 km (ros. 306 км) – przystanek kolejowy w miejscowości Szyłowo, w rejonie szyłowskim, w obwodzie riazańskim, w Rosji. Położony jest na linii Moskwa – Riazań – Samara.